# 永明寺 (館林市)
永明寺（えいめいじ）は、群馬県館林市にある真言宗系の単立寺院。

## 歴史
養老年間（717年 - 724年）に開山された。伝説によれば、1本の杉が森となって、その中から仏が現れたことから、寺を創建したと伝えられる。
奈良時代創建の古刹であることもあり、江戸時代は多くの末寺を擁し、周辺の神社の別当寺を務めたりしていた。
境内には、「生祠秋元宮」という祠がある。これは1856年（安政3年）の洪水の際に、藩主の秋元志朝が被災者の救援に尽力した。赤生田村民はこれに感謝して、志朝を「生き神」として祀った生祠である。元々は別の場所にあったが、1994年（平成6年）に当寺の境内に移した。

## 文化財
- 生祠秋元宮（館林市指定史跡 昭和48年4月1日指定）[2]

## 交通アクセス
- 路線バス慶友整形外科クリニック西停留所より徒歩25分。